# Benito Cassanello
Benito Cassanello (???? – † Argentina, ????) fue el cuarto presidente del Club Atlético River Plate.
Como presidente del club, Cassanello tuvo que hacer frente a una profunda crisis que afectó a River, que quedó al borde de la desaparición al verse obligado a desalojar su cancha en la Dársena Sur y a alquilar el estadio de Ferro Carril Oeste.